# 线纹香茶菜
线纹香茶菜（学名：Isodon lophanthoides），为唇形科香茶菜属下的一个植物变种。